# انتفاضة سيني

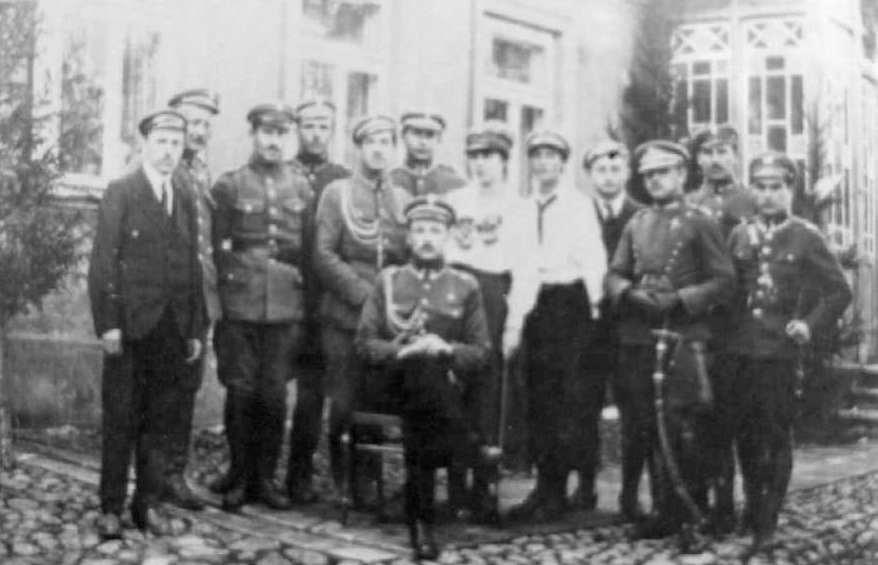
الملازم آدم رودنيكي، زعيم إنتفاضة سيني وزملائة، اغسطس 1919.

تشير انتفاضة سيني أو تمرد سيناي إلى انتفاضة بولندية هبّت ضد السلطات الليتوانية في أغسطس 1919 في المنطقة المختلطة عرقيًا المحيطة ببلدة سيني (سيناي، بالليتوانية). عندما انسحبت القوات الألمانية، التي كانت قد احتلت الإقليم خلال الحرب العالمية الأولى، من المنطقة في مايو 1919، سلمت الإدارة إلى الليتوانيين. في محاولة لمنع نشوب نزاع مسلح بين بولندا وليتوانيا، وضعت قوات الحلفاء خط ترسيم مؤقت عُرف باسم خط فوش. أعطى الخطّ غالبية منطقة سوفالكي المتنازع عليها إلى بولندا وألزم الجيش الليتواني بالتراجع. رغم انسحاب الليتوانيين من بعض المناطق، فقد رفضوا مغادرة سيني (سيناي)، نظرًا لكون غالبية ساكنيها من الليتوانيين. بدأت القوات البولندية غير النظامية الانتفاضة في 23 أغسطس 1919، وسرعان ما تلقت الدعم من الجيش البولندي النظامي. بعد وقوع عدة مناوشات عسكرية، تمكّنت القوات البولندية من تأمين سين، وانسحب الليتوانيون خلف خط فوش.
لم تؤدِّ الانتفاضة إلى حلّ الصراع الحدودي بين بولندا وليتوانيا بخصوص منطقة سوفالكي المختلطة إثنيًا. اشتكى الطرفان من التدابير القمعية التي نفذها الطرف الآخر. احتدم الصراع في العام 1920، مما تسبّب في اندلاع المناوشات عسكرية في الحرب البولندية الليتوانية. تغيرت تبعية سيني بشكل متكرر حتى اتفاقية سوفالكي في أكتوبر 1920، والتي تركت سيني تحت سيطرة الجانب البولندي. قوضت الانتفاضة خطط الزعيم البولندي يوزف بيوسودسكي الذي كان يخطط لدعم انقلاب في ليتوانيا ليستبدل الحكومة الليتوانية بحكومة موالية لبولندا، فتوافق بدورها على الاتحاد مع بولندا (مشروع اتحاد بلاد ما بين البحرين المقترح). ونظرًا لدفع انتفاضة سيني بالمخابرات الليتوانية إلى تكثيف تحقيقاتها في الأنشطة البولندية في ليتوانيا، فقد اكتشفت مخططات الانقلاب وأحبطته، واعتقلت المتعاونين مع البولنديين. أسفرت تلك الأعمال العدائية في سيني عن زيادة التوتر في العلاقات البولندية الليتوانية.
في نهاية المطاف، توصلت بولندا وليتوانيا إلى اتفاق بشأن حدود جديدة تركت سيني على الجانب البولندي من الحدود. وبقيت الحدود البولندية الليتوانية في منطقة سوفالكي على حالها هي منذ ذلك الحين (باستثناء فترة الحرب العالمية الثانية).

## خلفية تاريخية
على مرّ العصور، انتقلت السيادةُ الحدودية للأراضي المحيطة ببلدة سوفالكي بين الأطراف الليتوانية، والبولندية، والألمانية. منذ العام 1569، وبعد تنازل دوقية ليتوانيا الكبرى عن سوفالكي، خلال حقبة الكومنولث البولندي الليتواني، أصبحت المنطقة تابعة لمقاطعة بودلاسكي وكانت جزءًا من مملكة بولندا. ومع ذلك، خضعت سيني لسيطرة الرهبان الدومينيكان من فيلنيوس.
في القرن التاسع عشر، أصبحت المدينة جزءًا من كونغرس بولندا الذي تهيمن عليه روسيا. وخلال الحرب العالمية الأولى، استولت الإمبراطورية الألمانية على المنطقة، وكانت تعتزم دمج المنطقة في الإقليم التابع لها في شرق بروسيا. بعد هزيمة ألمانيا، أرادت قوات الحلفاء المنتصرة تخصيص المنطقة إما لبولندا المستقلة حديثًا أو ليتوانيا. ونوقش مستقبل المنطقة في مؤتمر باريس للسلام في يناير 1919. وفي بداية الأمر، دعم الألمان ترك المنطقة للإدارة البولندية، فالسلطات السابقة التابعة للإمبراطورية الألمانية كان على وشك الإخلاء. ومع ذلك، عندما تحالفت بولندا مع فرنسا، تحول الدعم الألماني تدريجيًا نحو ليتوانيا. في يوليو 1919، عندما بدأت القوات الألمانية انسحابها التدريجي من المنطقة، فوضت الإدارة إلى السلطات الليتوانية المحلية. وشرع الضباط والقوات الليتوانية، الذين وصلوا إلى المنطقة لأول مرة في مايو، في تنظيم الوحدات العسكرية في مقاطعة سيني قبل الحرب.

## خطوط الترسيم
في أعقاب الحرب العالمية الأولى، وضع مؤتمر منظمة السفراء أول خط ترسيم حدودي بين بولندا وليتوانيا في 18 يونيو 1919. ولم يلقَ ذلك الخطّ قبول أحدًا من الأطراف المعنية، وواصلت القوات البولندية زحفها في عمق الأراضي التي تسيطر عليها ليتوانيا. تزامنت تلك الهجمات مع توقيع معاهدة فرساي في 28 يونيو، والتي قضت على أي خطر قد تمثّله ألمانيا. وفي محاولة لمنع نشوب المزيد من الأعمال العدائية، اقترح المارشال الفرنسي فرديناند فوش خطًا جديدًا، عُرف باسم خط فوش، في 18 يوليو 1919.